# Salpingotus
Salpingotus is een geslacht van zoogdieren uit de familie van de jerboa's (Dipodidae). De wetenschappelijke naam van het geslacht werd in 1922 gepubliceerd door Boris Vinogradov.

## Soorten
Er worden 6 soorten in dit geslacht geplaatst:
- Salpingotus crassicauda Vinogradov, 1924 - Koslowdwergspringmuis
- Salpingotus heptneri Vorontsov & Smirnov, 1969
- Salpingotus kozlovi Vinogradov, 1922
- Salpingotus michaelis FitzGibbon, 1966
- Salpingotus pallidus Vorontsov & Shenbrot, 1984
- Salpingotus thomasi Vinogradov, 1928